# Tarte aux quetsches
Tarte aux quetsches (francés lit. "Torta con quetsches") es un dulce francés que también se prepara en Suiza. Tradicionalmente se lo prepara como una variedad de pastel dulce, adornado con quetsches pasas con picadura y cortado en mitades o cuartos, luego horneado. Se agrega una mezcla de leche, huevo batido y azúcar a la mitad de la cocción; Es un flan llamado "Pepele" en Alsaciano. 
Tal vez en Alsacia es agregado esto simplemente pero en Lorena no, allí pequeñas galletas de mantequilla o "especulos" son desmenuzadas y colocada una capa en el fondo de la masa para absorber el jugo de la fruta. Simplemente las frutas son rociadas de azúcar en polvo, sin migaína. 
El pastel de Quetsches es un pastel servido como postre, frío, tibio o caliente.

## Especialidad regional
Las "Tarte aux quetsches" son principalmente preparadas en:
- Francia donde se considera una especialidad de Alsacia y Lorena ("Quetschekuche"[1]/"Quetschenfloos"[2] en "francique de Lorena" y "Zwatchgaaya" en alsaciano del Alto Rin).

- También se la elabora en Suiza para hacer la tarta de ciruelas pasas conocidas como "tarte aux pruneaux" o la "gâteau aux pruneaux"  el "día del ayuno federal", y el "día del ayuno de Ginebra".[3]